# San Lazzaro di Savena
San Lazzaro di Savena là một thành phố ở tỉnh Bologna trong vùng Emilia-Romagna của Ý. Thành phố này có diện tích 44 km2, dân số thời điểm 30 tháng 11 năm 2006 là 30.188 người.
Đô thị này có làng trực thuộc: 
Borgatella, Castel de Britti, Cicogna, Colunga, Croara, Idice, Ponticella.
Đô thị này có làng giáp các đô thị sau: Bologne, Castenaso, Ozzano dell'Emilia, Pianoro.